# Astrup (Ringkøbing-Skjern Kommune)
Astrup ist ein dänischer Ort in der Kommune Ringkøbing-Skjern mit 268 Einwohnern (Stand 1. Januar 2023).
Astrup liegt etwa zehn Kilometer nordöstlich von Skjern. Astrup gehört zum Kirchspiel Faster Sogn.